# Circondario della Saale
Il circondario della Saale (in tedesco Saalekreis) è uno dei circondari dello stato tedesco della Sassonia-Anhalt (targa SK).

## Storia
È stato creato il 1º luglio 2007 dall'unione dei circondari di Merseburg-Querfurt e Saalkreis.

## Città e comuni
(Abitanti il 31 dicembre 2022)
| Città e comuni 1. Bad Dürrenberg, città (11 752) 2. Bad Lauchstädt, Goethestadt (8 939) 3. Braunsbedra, città (10 401) 4. Kabelsketal (8 981) 5. Landsberg, città (15 015) 6. Leuna, città (14 011) 7. Merseburg, città (34 335) 8. Mücheln (Geiseltal), città (8 542) 9. Petersberg (9 366) 10. Querfurt, città (10 256) 11. Salzatal (11 242) 12. Schkopau (10 989) 13. Teutschenthal (12 743) 14. Wettin-Löbejün, città (9 747) Comunità amministrativa Weida-Land * Sede della comunità 1. Barnstädt (966) 2. Farnstädt (1 480) 3. Nemsdorf-Göhrendorf * (825) 4. Obhausen (2 211) 5. Schraplau, città (1 073) 6. Steigra (1 100) |